# Sprengel eksploziv
Sprengel eksplozivi su generička klasa materijala koju je izumeo Herman Šprengel 1870-ih.  Sastoje se od stehiometrijskih mešavina jakih oksidatora i reaktivnih goriva, pomešanih neposredno pre upotrebe kako bi se povećala bezbednost. Ili oksidator ili gorivo, ili oboje, treba da budu tečnost da bi se olakšalo mešanje i prisan kontakt između materijala za brzu reakciju.
Sprengel je predložio azotnu kiselinu, nitrate i hlorate kao oksidatore i nitroaromatike (npr. nitrobenzol) kao goriva. Drugi Sprengel eksplozivi koji se koriste u različito vreme uključuju ugalj sa tečnim kiseonikom (oksilikvit), „Rackarock“ i ANFO amonijum nitrat (oksidator) pomešan sa lož uljem (gorivom), obično dizelom, kerozinom ili nitrometanom. Na kraju je ANFO zamenio sve ostale jer je njegov oksidator bio najbezbedniji, a zbog njegove široke upotrebe kao đubriva u poljoprivredi  i najjeftiniji je.
"Rackarock" se sastojao od kalijum hlorata i nitrobenzena. Obezbeđen je u obliku propusnih patrona sa hloratom, koji su stavljeni u žičane korpe i potopljeni u nitrobenzol na nekoliko sekundi pre upotrebe. Za podvodnu upotrebu, može se obezbediti u limenkama.

## Istorija
Originalne formulacije je predložio i patentirao Herman Šprengel 1871.  To su bile jednostavne mešavine oksidatora i goriva, čija je novina bila da su se pripremale direktno na mestu upotrebe, a eksploziju je inicirala detonator. Kao gorivo navedeni su nitrobenzol, nitronaftalen, pikrinska kiselina, ugljen-disulfid, naftni proizvodi, a kao oksidanti kalijum hlorat, koncentrovana (dimljiva) azotna kiselina i tečni azot dioksid NO2.
Sprengel je razvio niz drugih eksplozivnih kompozicija (patenti UK 5584, 5596 (1881); 1461 (1882); 5624, 5625 (1883)).
Komponente Sprengelovih eksplozivnih smeša su opasne i štetne materije, ali ne eksplodiraju pojedinačno, pa se mogu bezbedno transportovati i mešati direktno na mestu upotrebe. Korišćeni u rudarstvu krajem 19. veka, zamenili su ih pogodniji i sigurniji dinamiti i druga eksplozivna jedinjenja.

## Sastav
Sprengel eksploziv je naziv vrste eksplozivnih smeša sa značajnim sadržajem tečnih komponenti koje se pripremaju direktno na mestu upotrebe u industriji za proizvodnju i upotrebu eksploziva.

### Helgofit
Helgofit (nem. Hellhoffite). Ime je dobio po tvorcu Helgofa. Sastojci: 28% mononitrobenzol, 72% azotna kiselina. Obično je gotova tečna smeša bila zasićena dijatomejskom zemljom, što je davalo konzistentan plastični eksploziv. Zapremina gasovitih produkata eksplozije je 713 l/kg. Temperatura eksplozije 3.141 °C (5.686 °F).
Jednačina za hemijsku reakciju u eksploziji:
C6H5NO2 + 5HNO3 = 6CO2 + 5H2O + 3N2
Prednosti kompozicije za period njenog razvoja bile su visoka gustina i energija eksplozije, kao i odsustvo čvrstih produkata eksplozije.
Helgofit i njegova sorta gur-Helgofit, dobijeni zasićenjem dijatomejske zemlje tečnom eksplozivnom smešom, bili su u širokoj upotrebi u SAD, Italiji i Francuskoj. Krajem 19. veka Helgofit su u velikoj meri koristili američki inženjeri u izgradnji velikih železničkih mreža u Rusiji (Transsibirska železnica) i Kini.

### Oksonit
Oksonit (nem. Okonite), sastav: 58% pikrinska kiselina, 42% azotna kiselina. Zapremina gasovitih produkata eksplozije je 659 l/kg. Temperatura eksplozije 3.284 °C (5.943 °F).
Jednačina za hemijsku reakciju u eksploziji:
5C6H2(NO2)3OH + 13HNO3 = 30CO2 + 14H2O + 14N2